# Типсирмы
Типсирмы́ (чув. Типçырма) — деревня в Чебоксарском муниципальном округе Чувашской Республики. До преобразования в 2022 году Чебоксарского района в муниципальный округ входила в состав Синьяльского сельского поселения.

## География
Находится в северной части Чувашии, прилегая с юга к автодороге Чебоксары—Новочебоксарск, расположена между реками Волга и Кукшум, севернее большой ложбины. 

## История
Известна с 1858 года, когда в ней было 134 жителя. В 1897 году учтено 200 жителей, в 1926 — 52 двора, 249 жителей, в 1939 — 265 человек, в 1979 — 268 человек. В 2002 году 70 дворов, 2010 — 69 домохозяйств. 
Жители до 1866 года — государственные крестьяне; занимались земледелием, животноводством, кулеткачеством, лесоразработкой, рыбным и прочими промыслами. 
В период коллективизации был организован колхоз «Большая Волга», в 2010 году действовал СХПК им. Кадыкова.

## Топонимика
Название от чув. тип/типӗ «сухой», ҫырма «овраг».— Географические названия Чувашской Республики.
.

## Население
| 2010 | 2012 |
| ---- | ---- |
| 217  | ↗238 |

Постоянное население составляло 227 человек (чуваши 95 %) в 2002 году, 217 в 2010.

## Памятники и памятные места
Обелиск в честь погибших в Великой Отечественной войне (ул. Прямая).